# Siervas de María de Sambalpur
La Congregación de las Siervas de María (oficialmente en inglés: Congregation of Handmaids of Mary) es una congregación religiosa católica femenina de derecho pontificio, fundada por el sacerdote jesuita francés Edmund Albert Joseph Harrison, el 8 de diciembre de 1944, en Sambalpur (India). A las religiosas de este instituto se les conoce como Siervas de María de Sambalpur o simplemente como siervas de María, y posponen a sus nombres las siglas H.M.

## Historia
El sacerdote jesuita francés Edmund Albert Joseph Harrison, estando de misiones en la región de Orissa, en India, y bajo la aprobación del obispo de Ranchi, el también jesuita Oscar Sevrin, dio inicio, junto a un grupo de jóvenes nativas, a una congregación religiosa para ayudar en la misión y evangelización de la población de la diócesis. La obra dio inicio el 8 de diciembre de 1944, cuando las primeras candidatas iniciaron a vivir en comunidad. La educación de las mismas estuvo a cargo de las Hijas de Santa Ana de Ranchi.
El 19 de marzo de 1999, bajo el pontificado de Juan Pablo II, el instituto fue aprobado como congregación de derecho pontificio.

## Organización
La Congregación de las Siervas de María es un instituto centralizado, cuyo gobierno es ejercido por la superiora general. Administrativamente se divide en provincias y su sede central se encuentra en Sundargarh, en el Estado de Orissa (India).
Las religiosas de este instituto se dedican a la misión en las iglesias particulares donde se encuentren, sirviendo en las diversas necesidades de la Iglesia y de la sociedad. Para llevar a cabo su apostolado, trabajan en distintas escuelas, hospitales, parroquias y centros donde prestan sus servicios sociales.
En 2015, la congregación contaba con 506 religiosas y 73 comunidades presentes en Alemania e India.